# Armstrong Siddeley 30 hp
Der Armstrong Siddeley 30 hp ist der erste Pkw, den der britische Hersteller Armstrong Siddeley fertigte. Das Oberklassemodell wurde von 1919 bis 1932 gebaut.
Armstrong Siddeley lieferte nur das Fahrgestell aus. Die Kunden ließen darauf dann Limousinen-, Tourenwagen- oder Landauletkarosserien montieren. Alle vier Räder hingen an Starrachsen. Die Vorderachse war an halbelliptischen Längsblattfedern aufgehängt, die Hinterachse besaß eine Cantileverfederung.
Der Motor war ein  obengesteuerter Sechszylinder-Reihenmotor mit 4960 cm³ Hubraum (Bohrung × Hub = 88,9 mm × 133,4 mm). Die Leistung ist nicht bekannt. Der Vergaser stammte von der Firma Claudel Hobson. Über ein manuelles Vierganggetriebe und eine Kardanwelle wurden die Hinterräder angetrieben. Die Gesamtlänge des Fahrzeugs betrug 4674 mm bei einem Radstand von 3429 mm. Der Tank hatte einen Inhalt von 63,6 Litern. Die Höchstgeschwindigkeit des Wagens wird mit 104 km/h angegeben.
Bis 1931 entstanden 2770 Exemplare des 30 hp. Nachfolger war der Special.